# 395年
| 千纪： | 1千纪 |
| 世纪： | 3世纪 \| 4世纪 \| 5世纪                                                                                              |
| 年代： | 360年代 \| 370年代 \| 380年代 \| 390年代 \| 400年代 \| 410年代 \| 420年代                                            |
| 年份： | 390年 \| 391年 \| 392年 \| 393年 \| 394年 \| 395年 \| 396年 \| 397年 \| 398年 \| 399年 \| 400年                      |
| 纪年： | 乙未年（羊年）；东晋太元二十年；后燕建興十年；后秦皇初二年；西秦太初八年；北魏登国十年；后凉麟嘉七年；高句丽永乐五年 |

## 大事记
- 羅馬帝國
  - 1月17日——羅馬皇帝狄奧多西一世去世，羅馬帝國分裂為東羅馬帝國與西羅馬帝國分別由狄奧多西一世長子阿卡狄奧斯與次子霍諾留擔任皇帝。
  - 羅馬帝國境內的西哥特人推舉亞拉里克一世為西哥特国王。
- 中國
  - 五月，慕容垂因北魏侵擾邊塞諸郡而命太子慕容寶、遼西王慕容農及慕容麟等人率兵伐魏，並以范陽王慕容德、陳留王慕容紹等為後援，兩軍在五原對峙。
  - 12月8日，北魏在參合陂之戰大破後燕。

## 逝世
- 1月17日——狄奧多西一世（347年出生，48岁），羅馬皇帝。
- 3月11日——陸納，東晉司空陸玩子，在東晉官至尚書令。
- 7月8日——慕容楷，前燕太原王慕容恪之子，十六国后燕将领，任職征西大將軍並受封太原王。
- 12月8日——慕容紹，前燕太原王慕容恪之子，十六国后燕将领，官拜镇南将军，參合陂之戰斷後陣亡。